# Bahnstrecke Traunstein–Ruhpolding
| |                      |                             |                             |
| Streckennummer (DB): | 5733                 |                             |                             |
| Kursbuchstrecke (DB): | 953 (alt: 428k)      |                             |                             |
| Kursbuchstrecke: | 428f (1946)          |                             |                             |
| Streckenlänge: | 13,206 km            |                             |                             |
| Spurweite: | 1435 mm (Normalspur) |                             |                             |
| Streckenklasse: | D4                   |                             |                             |
| Stromsystem: | 15 kV, 16,7 Hz ~     |                             |                             |
| Streckengeschwindigkeit: | 60 km/h              |                             |                             |
| |                      |                             |                             |
| \| \| \| von Salzburg \| \| \| \| 0,000 \| Traunstein \| 597 m \| \| \| \| nach Garching \| \| \| \| \| nach Rosenheim \| \| \| \| 1,545 \| Seiboldsdorf (seit 2018) \| Seiboldsdorf (seit 2018) \| \| \| 2,022 \| Seiboldsdorf (bis 2018) \| Seiboldsdorf (bis 2018) \| \| \| 3,680 \| Traundorf \| Traundorf \| \| \| 5,563 \| Siegsdorf \| 608 m \| \| \| 6,889 \| Höpfling \| Höpfling \| \| \| 8,957 \| Eisenärzt (ehemals Bf) \| Eisenärzt (ehemals Bf) \| \| \| 12,134 \| Bibelöd (seit 2005) \| Bibelöd (seit 2005) \| \| \| 13,206 \| Ruhpolding (ehemals Bf) \| 656 m \| \| \| \| Ruhpolding Waldbahnhof \| \| \| \| \| Waldbahn nach Reit im Winkl \| \| |                      |                             |                             |
| Strecke |                      | von Salzburg                | von Salzburg                |
| Bahnhof | 0,000                | Traunstein                  | 597 m                       |
| Abzweig geradeaus und nach rechts |                      | nach Garching               | nach Garching               |
| Abzweig geradeaus und nach rechts |                      | nach Rosenheim              | nach Rosenheim              |
| Haltepunkt / Haltestelle | 1,545                | Seiboldsdorf (seit 2018)    | Seiboldsdorf (seit 2018)    |
| ehemaliger Haltepunkt / Haltestelle | 2,022                | Seiboldsdorf (bis 2018)     | Seiboldsdorf (bis 2018)     |
| Haltepunkt / Haltestelle | 3,680                | Traundorf                   | Traundorf                   |
| Bahnhof | 5,563                | Siegsdorf                   | 608 m                       |
| Haltepunkt / Haltestelle | 6,889                | Höpfling                    | Höpfling                    |
| Haltepunkt / Haltestelle | 8,957                | Eisenärzt (ehemals Bf)      | Eisenärzt (ehemals Bf)      |
| Haltepunkt / Haltestelle | 12,134               | Bibelöd (seit 2005)         | Bibelöd (seit 2005)         |
| Haltepunkt / Haltestelle Strecke ab hier außer Betrieb | 13,206               | Ruhpolding (ehemals Bf)     | 656 m                       |
| Bahnhof (Strecke außer Betrieb) |                      | Ruhpolding Waldbahnhof      | Ruhpolding Waldbahnhof      |
| Strecke (außer Betrieb) |                      | Waldbahn nach Reit im Winkl | Waldbahn nach Reit im Winkl |

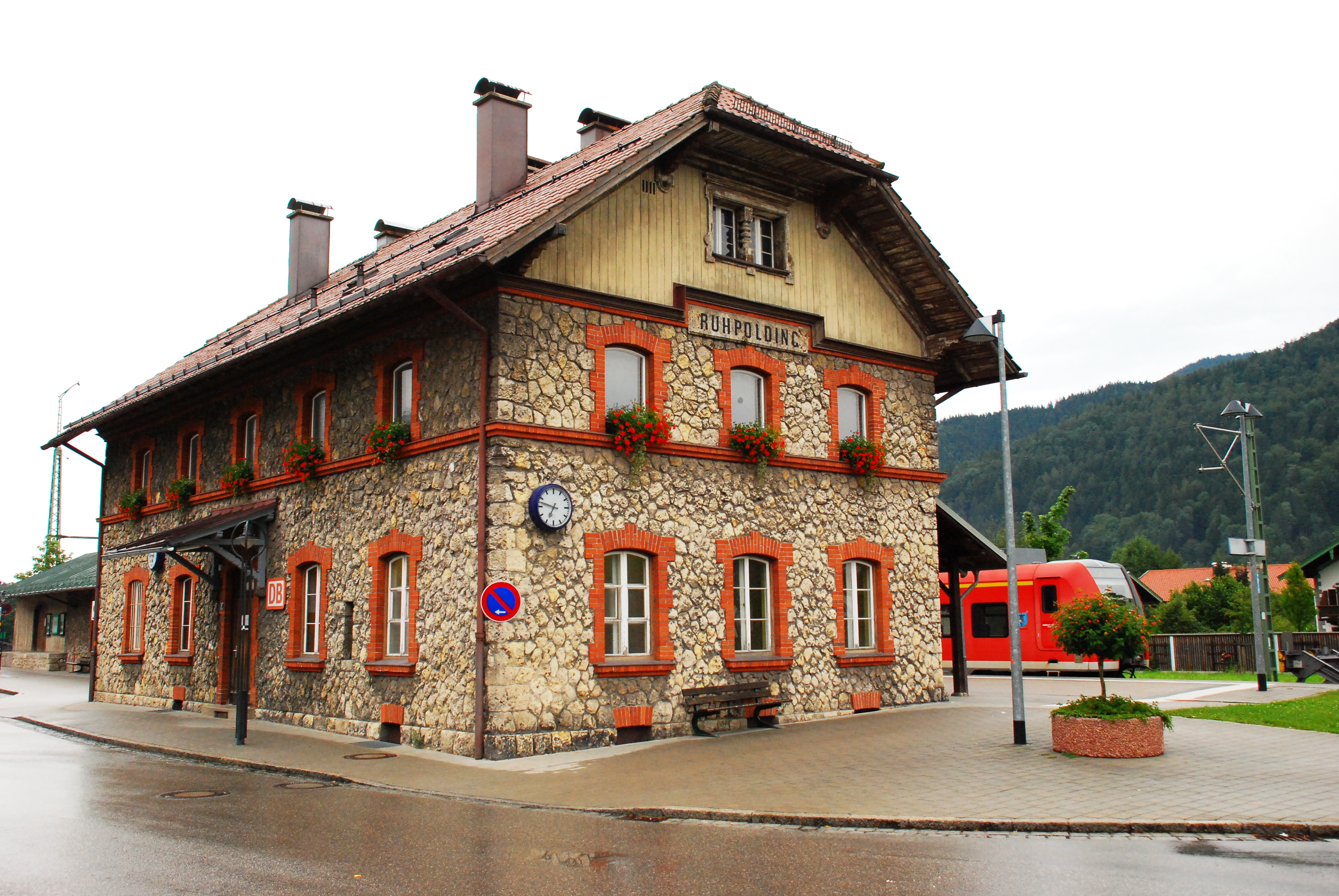
Bahnhof Ruhpolding

Die Bahnstrecke Traunstein–Ruhpolding ist eine eingleisige, elektrifizierte und insgesamt 13,206 Kilometer lange Nebenbahn der DB Regio Netz Infrastruktur GmbH zwischen Traunstein und Ruhpolding. Auf ihr verkehren Regionalbahnzüge der Bayerischen Oberlandbahn (BOB) unter der Marke Bayerische Regiobahn (BRB). Die Strecke wird seit 1996 im angenäherten Stundentakt bedient.

## Geschichte

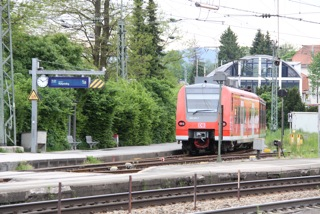
Bahnsteig 1a in Traunstein: hier fährt der Zug nach Ruhpolding ab

### Vorgeschichte und Bau
Die Lokalbahn Traunstein–Ruhpolding ist ein Überbleibsel der ursprünglich um 1880 entstandenen Idee, eine Hauptbahn von Traunstein über Ruhpolding und Reit im Winkl, dort die bayerisch-österreichische Grenze überschreitend, nach Kössen und Kufstein zu bauen.
Jedoch ist ein solcher Bahnbau bereits zu dieser Zeit höchst umstritten: Zum einen herrscht ein starker Wettbewerbsgedanke zwischen den Befürwortern der Bahnlinie „Traunstein–Ruhpolding–Reit i. W.“ mit den Befürwortern einer Strecke „Übersee–Marquartstein“ mit der Option auf Verlängerung nach Reit i. W.; zum anderen hat die Staatsregierung von Bayern zu diesem Zeitpunkt bereits den Bau von Hauptbahnen als einen Gedanken bezeichnet, der nicht weiter zu verfolgen sei, also bestehe in Bayern nur noch Bedarf für die sogenannten Secundär- oder Lokalbahnen. Die Petition wird daher auch von der bayerischen Staatsregierung abgewiesen.
Einige Jahre später wird der Bau einer verkürzten Linie von Traunstein nach Ruhpolding aufgenommen und nach fast einem Jahrzehnt auch verwirklicht.

### Betrieb bis 2001
Die Eröffnung erfolgte am 17. August 1895 und schloss Ruhpolding an die Bahnstrecke Rosenheim–Salzburg an.
Mit der 1922 erfolgten Inbetriebnahme der schmalspurigen Staatlichen Waldbahn Ruhpolding–Reit im Winkl wurde die Normalspurstrecke um circa 400 Meter bis zum Waldbahnhof Ruhpolding verlängert. Dort standen unter anderem zwei Rollwagengruben zur Verfügung.
Seit dem 3. November 1955 ist die Strecke elektrifiziert.

### Seit 2001
Seit 2001 gehört die Strecke und die Stationen zwischen Traunstein und Ruhpolding zum RegioNetz der Südostbayernbahn. Bereits zuvor liefen die Modernisierungsarbeiten an, die die Installation eines Streckenblocks im Bahnhof Siegsdorf sowie eine Erneuerung von Weichen und Gleisen mit Y-Stahlschwellen beinhaltete. Die kleineren Stationen Seiboldsdorf, Traundorf und Höpfling wurden ebenso saniert wie der Bahnhof Ruhpolding. Bahn und Gemeinde investierten knapp zwei Millionen Euro in einen neuen barrierefreien Bahnsteig und Abstellanlagen für Fahrräder sowie neue Parkplätze. Östlich des Ruhpoldinger Ortsteils Bibelöd wurde 2005 ein neuer Haltepunkt in Betrieb genommen.
Im Jahr 2011 wurde der Bahnsteig 1a im Bahnhof Traunstein, der zuvor eine Höhe von zwanzig Zentimetern hatte, als Kombibahnsteig barrierefrei ausgebaut. Die Haltepunkte Eisenärzt und Seiboldsdorf erhielten 2018 neue Bahnsteige mit einer Länge von 100 Metern sowie einer Höhe von 55 Zentimetern, wobei letzterer um 500 Meter nach Norden zur Fußgängerbrücke über die Traun verschoben wurde. Der Bahnsteig in Bibelöd wurde auf 100 Meter verlängert.
Im Zuge der Sperrung zwischen Juli und Oktober 2024 wurden die Bahnsteige im Bahnhof Siegsdorf umgebaut. Der bestehende Zwischenbahnsteig wurde durch einen neuen Außenbahnsteig ersetzt. Außerdem wurde der Hausbahnsteig an Gleis 1 im Bereich vor dem Empfangsgebäude zurückgebaut.

## Streckenbeschreibung

### Verlauf
Die Bahnstrecke beginnt im Bahnhof Traunstein im Alpenvorland, wo sie von der Bahnstrecke Rosenheim–Salzburg abzweigt. Vom Bahnhof Traunstein abzweigend durchquert die Strecke das Stadtgebiet in südliche Richtung. Im weiteren Verlauf folgt die Strecke dem Fluss Traun am linken Ufer weiter in südlicher Richtung und erreicht den Haltepunkt Traundorf. Kurz darauf unterquert die Strecke die Bundesautobahn 8 und überquert mit einer ca. 40 m langen Brücke die Weiße Traun. Anschließend wird der Bahnhof Siegsdorf erreicht. Im Gemeindegebiet Siegsdorf sind auf kürzerer Entfernung drei Bahnübergänge. Die Strecke folgt weiter dem rechten Ufer der Weißen Traun in südlicher Richtung. Nach dem Haltepunkt Höpfing schwenkt der Fluss und die Bahnstrecke in südwestliche Richtung, bis die Bahnstrecke den Fluss überquert und wieder in Richtung Süden schwenkt. Im Anschluss an den Haltepunkt Eisenärzt folgt die Bahnstrecke dem engen Tal der Weißen Traun, welches sie kurz vor dem Haltepunkt Bibelöd wieder verlässt. Kurz darauf erreicht die Strecke den Endbahnhof Ruhpolding.

### Sicherungstechnik
Der Bahnhof Siegsdorf war bis Juli 2024 mit einem mechanischen Stellwerk der Bauart Krauss von 1954 ausgestattet, das 1982 mit vereinfachter Nebenbahntechnik von Scheidt & Bachmann nachgerüstet wurde. Hierbei wurde der Bahnhof mit vereinfachten Lichtsignalen ausgerüstet, wobei sich in Gleis 2 Richtung Ruhpolding nur ein nicht stellbares mechanisches Sperrsignal befand. Signalmäßige Ausfahrten aus Gleis 2 in Richtung Ruhpolding waren somit nicht möglich. Die Lichtsignale wurden über ein ebenfalls vereinfachtes Gleisbildstellpult gestellt, welches mit Schlüsseln und elektrischen Schlüsselsperren in Abhängigkeit zum mechanischen Stellwerk standen. In Richtung Traunstein wurde ein Trägerfrequenzblock 71, in Richtung Ruhpolding ein Stichstreckenblock eingesetzt. Seit Oktober 2024 wird der Bahnhof Siegsdorf durch ein elektronisches Stellwerk der Bauart Siemens (SIMIS D) von Mühldorf aus gesteuert.

## Verkehr
Die ersten Jahre wurde die Strecke von einer Lok der Baureihe D VII befahren. In der Zeit des Nationalsozialismus zwischen 1933 und 1945 war Ruhpolding Endpunkt von KdF-Sonderzügen.
Im Nahverkehr bestellt seit 1996 der Freistaat Bayern einen Stundentakt zwischen Traunstein und Ruhpolding. Mit rund 1.500 Reisenden je Tag zählte die Ruhpoldinger Bahn zu diesem Zeitpunkt zu den stärker frequentierten Nebenbahnen im südlichen Oberbayern. Die Fahrtzeit beträgt 22–26 Minuten und es werden dabei alle Stationen bedient, wobei in Seiboldsdorf, Traundorf, Höpfling und Bibelöd nur bei Bedarf gehalten wird. Zum morgendlichen und nachmittäglichen Halbstundentakt kreuzen sich die Züge im Bahnhof Siegsdorf.
Seit März 2002 setzte die DB Regio Bayern einen Elektrotriebwagen der Baureihe 425 ein, welcher 200 Sitzplätze bot. Anschließend wurde die Strecke mit der Baureihe 426 von der Südostbayernbahn bedient. Von November 2019 bis zum 5. Juni 2020 verkehrten Dieseltriebwagen der Baureihe 628, da die Elektrotriebwagen der Baureihe 426 vom Eisenbahn-Bundesamt stillgelegt wurden.
Seit dem 11. Dezember 2022 wird die Strecke von der Bayerischen Oberlandbahn (unter der Marke BRB) bedient. Eingesetzt werden seitdem Triebwagen des Typs Stadler Flirt 3.
Zum Stadtfest Traunstein und während des Biathlon-Weltcups in Ruhpolding fahren Sonderzüge auf der Strecke. Zudem verkehrten vereinzelt Sonderzüge aus Mühldorf am Inn, zum Beispiel der Narrenexpress am 26. Januar 2008.
Güterverkehr gibt es auf der Strecke schon seit vielen Jahren nicht mehr.